# Natsumi Kawaguchi
Natsumi Kawaguchi (jap. 川口夏実 Kawaguchi Natsumi; ur. 28 czerwca 2002) – japońska tenisistka, mistrzyni juniorskiego Australian Open 2019 w grze podwójnej.

## Kariera tenisowa
W 2019 roku została mistrzynią Australian Open 2019 w grze podwójnej dziewcząt (w parze z Adrienn Nagy), zwyciężając w spotkaniu mistrzowskim z amerykańskim deblem Emma Navarro–Chloe Beck.

## Wygrane turnieje rangi ITF
| turnieje z pulą nagród 100 000 $ (W100) |
| turnieje z pulą nagród 80 000 $ (W80)   |
| turnieje z pulą nagród 60 000 $ (W75)   |
| turnieje z pulą nagród 40 000 $ (W50)   |
| turnieje z pulą nagród 25 000 $ (W35)   |
| turnieje z pulą nagród 15 000 $ (W15)   |

### Gra pojedyncza
|    | Data       | Turniej | ($)    | Naw.     | Finalistka     | Wynik               |
| 1. | 14/04/2019 | Cancún  | 15 000 | Twarda   | Emily Appleton | 7:6(2), 6:7(2), 6:3 |
| 2. | 26/03/2023 | Hinode  | 15 000 | Twarda   | Aoi Ito        | 6:4, 6:3            |
| 3. | 23/04/2023 | Osaka   | 15 000 | Twarda   | Miho Kuramochi | 6:4, 6:1            |
| 4. | 14/05/2023 | Fukuoka | 60 000 | Dywanowa | Katie Boulter  | krecz               |

## Finały juniorskich turniejów wielkoszlemowych

### Gra podwójna
| Końcowy wynik | Rok  | Turniej         | Nawierzchnia | Partnerka    | Przeciwniczki           | Wynik finału |
| Zwyciężczyni  | 2019 | Australian Open | Twarda       | Adrienn Nagy | Emma Navarro Chloe Beck | 6:4, 6:4     |